# フラニツェ・ナ・モラヴィェ
フラニツェ（Hranice [ˈɦraɲɪtsɛ], ドイツ語：Weißkirchen, Mährisch Weißkirchen）はチェコ東部の都市。モラヴィア地方・プルジェロフ郡にある。2006年の人口は19,684名。フラニツェ・ナ・モラヴィェ（Hranice na Moravě）とも呼ばれるが、公式の地名は「フラニツェ」である。
オーストリア＝ハンガリー帝国時代には陸軍工科学校（military seminary/school）、イェシーバーで知られる地であった。
陸軍工科学校の生徒であったロベルト・ムージルの作品『士官候補生テルレスの惑い』（Die Verwirrungen des Zöglings Törleß）の舞台でもある。

## 姉妹都市
- レイスヘンダム＝ヴォールビュルフ （Leidschendam-Voorburg）、オランダ
- フロホヴェツ、スロバキア
- コンスタンチン・イエジオルナ、ポーランド